# 橫濱皮欽日語
橫濱皮欽日語（日语：横浜ピジン日本語）是19世紀晚期在日本橫濱地區使用的皮欽語，用於日本人與外國人之間的交流。又被稱為橫濱語（横浜ことば）、橫濱方言（横浜方言）。

## 簡介
橫濱皮欽日語由關東地區的日語和英語混合而來，形成於英國駐橫濱大使館，隨後傳播到港區。
其部分內容借用了同一時期使用於上海、香港的洋泾浜英语。橫濱皮欽日語與日語一樣使用主賓動語序，且超過80％的詞彙來自日語。
這種語言原先被日本人當作「外國人說的日語」，但隨著時間的推移逐漸變成「中國人說的日語」，並和中國人的刻板印象連結在一起。
1879年，霍夫曼·阿特金森（Hoffman Atkinson）在《橫濱方言練習》（Exercises in the Yokohama Dialect）當中紀錄了這種語言。

## 例句
- 橫濱皮欽日語：日语： Watakushi tenbo haikin nai nagai toki.[7]
- 現代標準日語：日语： Watashi wa nagaiai okane (tenpōsen) o miteinai.
- 漢語（直譯）：我已經很久沒有看到一分錢了。

## 相關文獻
- Atkinson, Hoffman. . Yokohama. 1879.
- Daniels, F. J. . Bulletin of the School of Oriental and African Studies, University of London. 1948, 12 (3/4): 805–823. doi:10.1017/S0041977X00083385.